# Stanisław Furmanek
Stanisław Furmanek (ur. 26 maja 1900, zm. 3 kwietnia 1943) – polski „Sprawiedliwy wśród Narodów Świata”.

## Życiorys
W trakcie II wojny światowej Stanisław Furmanek, rolnik, mieszkał z żoną Stefanią (z d. Wołowiec) i pięciorgiem dzieci we wsi Daleszyce w powiecie kieleckim. Oprócz gospodarstwa Furmanek był właścicielem sklepu z kiełbasami, który znajdował się naprzeciw piekarni Baili Szlamy. W 1941 r. Niemcy zniszczyli zapasy mąki żydowskiej rodziny oraz zabrali im wszystkie meble i artykuły gospodarstwa domowego. Wówczas z pomocą przyszedł Stanisław, oferując żywność i ubrania. Dzięki pomocy Furmanka Szlamowie mogli pozostać w swoim domu do 1942 r., kiedy to nakazano miejscowym Żydom opuścić wieś i zgłosić się na wysiedlenie. Po raz kolejny z pomocą przyszedł Furmanek, przekazując całą rodzinę Szlamów swojemu znajomemu we wsi Raków. Za sprawą donosu (granatowa policja zawiadomiła żandarmerię niemiecką, że w Daleszycach z 615 Żydów pozostała jedynie połowa), został on aresztowany 28 września 1942 r. (zgłosił się na ochotnika do bycia zakładnikiem) i osadzony w więzieniu w Kielcach za pomoc Żydom, a następnie zamęczony na śmierć. Jego nazwisko podał Niemcom przewodniczący lokalnego Judenratu. Brak informacji o losie Żydów, którym pomagał.

O okrucieństwie niemieckich oprawców podczas uwięzienia, wspominała po latach wnuczka Stanisława, Teresa Baćkowskaː
„Tylko z więzienia oddali marynarkę, która była ciemna, brązowa. Jak przynieśli, to ojciec mówił, że nie mógł unieść tej marynarki. Tak była nasączona krwią”.
Był synem Antoniego i Anny z domu Kamizeli. Był katolikiem.
Jest pochowany na Cmentarzu Parafialnym "Piaski" w Kielcach (sektor 4, rząd 19, numer 2).
23 marca 1994 r. Instytut Jad Waszem uhonorował Stanisława Furmanka medalem „Sprawiedliwy wśród Narodów Świata”.